# Симабукуро, Миюри
Миюри Симабукуро (яп. 島袋 美由利 Симабукуро Миюри, род. 6 декабря 1994 года, префектура Окинава, Япония) — японская сэйю. Лауреат премии Seiyu Awards в категории «Лучшая начинающая актриса» (2020).

## Биография
Миюри Симабукуро родилась 6 декабря 1994 года в префектуре Окинава. Начала карьеру сэйю в 2017 году с небольшой роли безымянной ученицы в аниме-сериале KiraKira Precure A La Mode.
В декабре 2017 года была утверждена на роль призрака молодой девушки Юны Юноханы в аниме-сериале Yuuna and the Haunted Hot Springs (2018). Помимо озвучивания Юны, Симабукуро также совместно с Эри Судзуки и Риэ Такахаси исполнила закрывающую музыкальную тему «Happen». В феврале 2018 года получила роль Нагисы Арагаки в аниме-сериале Hanebado!, а месяцем позже — роль Шуп Гусикэн в Ongaku Shojo; в рамках последнего Симабукуро в составе одноимённой вымышленной группы исполнила закрывающую тему «Shining Peace» и песни в музыкальных сценах. В 2019 году озвучила Кэрол Стэнли в Carole & Tuesday и Мангэцу Кохинату в Granbelm, а годом позже — Каэдэ в My Roomie Is a Dino. В числе других ролей Симабукуро: Нодзоми Онда в Farewell, My Dear Cramer (2021), Аой Харукава в короткометражном аниме-фильме Summer Ghost (2021), Кэнто Татибана в мультсериале в стиле аниме My Daemon (2023), Мэй Таканаси в аниме-сериале Jellyfish Can’t Swim in the Night (2024), Нефритис в Tales of Wedding Rings (2024) и другие.
В марте 2020 года Симабукуро совместно с пятью актрисами-сэйю получила премию Seiyu Awards в категории «Лучшая начинающая актриса».

## Избранная фильмография

### Аниме-сериалы
2018
- Hanebado! — Нагиса Арагаки[5]
- Harukana Receive — Наруми Тои[18]
- Ongaku Shojo — Шуп Гусикэн[6]
- Tsurune — Юна Ханадзава
- Yu-Gi-Oh! VRAINS — Кику Камисиракава[19]
- Yuuna and the Haunted Hot Springs — Юна Юнохана[2]

2019
- Carole & Tuesday — Кэрол Стэнли[9]
- Granbelm — Мангэцу Кохината[10]
- The Magnificent Kotobuki — Эдди[20]
- «Корзинка фруктов» (сериал-ремейк) — Юки Сома (в детстве)

2020
- Bofuri — Сируп
- Dorohedoro — женщина-маг воскрешения[21]
- Hakushon Daimao 2020 — Кантаро Ёдаяма[22]
- ID: Invaded — Муку Нарихисаго
- Listeners — Салли Симпсон[23]
- My Roomie Is a Dino — Каэдэ[11]
- «Бригада пылающего пламени» (второй сезон) — Инка Касугатани[24]

2021
- Deatte 5-byo de Batoru — Ринго Татара[25]
- Farewell, My Dear Cramer — Нодзоми Онда[12]
- Osamake — Аой Сида[26]
- «Мемуары Ванитаса» — Луи де Сад
- «Я 300 лет убивала слизь и прокачалась на максимум» — Масура[27]

2022
- Delicious Party Pretty Cure — Реципеппи, Эна Нагасэ, Томоэ Хомма
- Mobile Suit Gundam: The Witch from Mercury — Алия Махваш[28]
- Vermeil in Gold — Кохакумия[29]
- «Мемуары Ванитаса» (вторая часть) — Луи де Сад

2023
- Bofuri (второй сезон) — Сируп
- Chiikawa — Цезарь[30]
- Dark Gathering — Дороти Флемстид
- Rail Romanesque 2 — Нако[31]
- My Daemon — Кэнто Татибана[14]
- The Vexations of a Shut-In Vampire Princess — Карла Амацу[32]

2024
- Jellyfish Can’t Swim in the Night — Мэй Таканаси[15]
- Re:Monster — Кузнец[33]
- Tales of Wedding Rings — Нефритис[16]
- The Many Sides of Voice Actor Radio — Вакана Кавагиси[34]

2025
- Flower and Asura — Мидзуки Усураи[35]
- Jigoku Sensei Nube — Манами Кимура[36]
- Momentary Lily — Аямэ Сакуя[37]
- Okitsura — Судзу Хига[38]
- Orb: On the Movements of the Earth — Драка[39]
- Rock Is a Lady’s Modesty — Отоха Куроганэ[40]

### Аниме-фильмы
2021
- Farewell, My Dear Cramer: First Touch — Нодзоми Онда[12]
- Summer Ghost — Аой Харукава[13]

2024
- Dead Dead Demon’s Dededede Destruction — Аи Дэмото[41]
- Zegapain STA — Цукуруна[42]

### ONA
- 2025 — 7Fates: Chakho — Хару[43]

### Аудиокниги
- 2023 — Spy × Family: Kazoku no Shozo[44]

### Компьютерные игры
2018
- Quiz RPG: The World of Mystic Wiz — Маттия Герош[45]
- Yuuna and the Haunted Hot Springs: Steam Dungeon — Юна Юнохана[46]

2019
- Atelier Lulua: The Scion of Arland — Элмерулия Фрикселл[47]
- Azur Lane — USS Dewey (DD-349)
- Yuuna and the Haunted Hot Springs: Dororon Onsen Daikiko — Юна Юнохана

2021
- Dead or Alive Xtreme Venus Vacation — Нанами[48]

2024
- Goblin Slayer Another Adventurer: Nightmare Feast — Конан[49]

## Награды и номинации
| Год  | Награда      | Результат | Категория | Работа | Прим.  |
| ---- | ------------ | --------- | --- | ------ | ------ |
| 2020 | Seiyu Awards | Победа    | Лучшая начинающая актриса (вместе с Ай Файруз, Мадокой Асахиной, Михо Окасаки, Наной Мори и Саюми Судзусиро) | н/д    | [ 17 ] |